# Carlos Valderrama
Carlos Alberto Valderrama Palacio (* 2. September 1961 in Santa Marta) ist ein ehemaliger kolumbianischer Fußballspieler, der von vielen als der beste kolumbianische Spieler aller Zeiten angesehen wird. Selbst zu Zeiten Zicos und Maradonas wurde er zweimal Südamerikas Fußballer des Jahres.
Valderrama – auch El Pibe („Der Junge“) genannt – war sowohl wegen seines zitronengelben Haares auffällig als auch für sein geniales Passspiel und seine Deckung bekannt.

## Karriere

### Verein
Seine Karriere begann Carlos Valderrama 1981 bei Unión Magdalena in der ersten kolumbianischen Liga. 1984 wechselte er für ein Jahr zu Millonarios, ehe er zur Saison 1985 zu Ligakonkurrent Deportivo Cali wechselte. Im Sommer 1988 wagte der zentrale Mittelfeldspieler den Schritt in Richtung Europa. Der französische Klub Montpellier Hérault SC lockte ihn nach Frankreich. Mit Montpellier schaffte Valderrama in seinem zweiten Jahr den Einzug ins Finale um den französischen Fußballpokal.

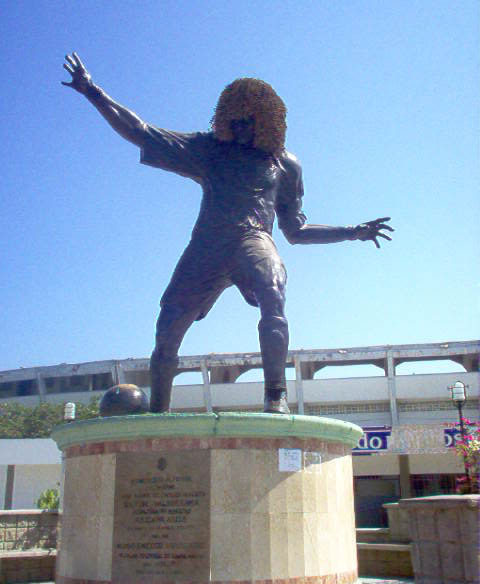
Die Statue von Carlos Valderrama in seiner Geburtsstadt Santa Marta

Im Parc des Princes konnte man RC Paris mit 2:1 nach Verlängerung besiegen. Es war Valderramas erster und zugleich letzter Titelerfolg in einer europäischen Liga. Zur Spielzeit 1990/91 wechselte er zum spanischen Vertreter Real Valladolid. Grund dafür war unter anderem, dass Valladolid zuvor den kolumbianischen Trainer Francisco Maturana verpflichtet hatte, unter dem Valderrama bereits zwischen 1987 und 1990 in der Nationalmannschaft gespielt hatte. Die Zeit in Spanien verlief allerdings nicht optimal. Nach Platz neun 1990/91 konnte man in der Saison 1991/92 nur sieben Siege erspielen und stieg ab. Valderrama zog es darauf wieder ins Heimatland zurück, wo er erst bei Independiente Medellín und dann bei Atlético Junior unterzeichnete. Bei Junior fand er zu alter Stärke zurück und wurde zum zweiten Mal nach 1987 zu Südamerikas Fußballer des Jahres gewählt. Zudem konnte er mit dem Klub 1993 und 1995 die nationale Meisterschaft gewinnen. Es waren seine ersten Erfolge in Kolumbien.
Die letzten Jahre verbrachte er in der US-Major League Soccer bei Tampa Bay Mutiny (1996–97, 2000–01), Miami Fusion (1998–99) und Colorado Rapids (2001–02), wo er seine aktive Laufbahn beendete. In der MLS war er nochmals erfolgreich, konnte 1996 den MLS Supporters’ Shield gewinnen und wurde im selben Jahr als bester Spieler der Saison in die MLS Best XI gewählt.
Im Februar 2004 feierte Valderrama nach einer 22-jährigen Karriere ein Abschiedsspiel, an dem mit Diego Maradona (konnte jedoch nicht aktiv mitspielen), Enzo Francescoli und José Luis Chilavert einige der bedeutendsten südamerikanischen Spieler teilnahmen.

### Nationalmannschaft
Valderrama war zwischen 1985 und 1998 Mitglied der kolumbianischen Fußballnationalmannschaft. Als Kapitän führte er die Mannschaft zu den Weltmeisterschaften 1990, 1994 und 1998. Bei der WM '90 gab Valderrama am 9. Juni 1990 sein Weltmeisterschaftsdebüt gegen die Auswahl der Vereinigten Arabischen Emirate. Beim 2:0-Sieg erzielt er zudem den zweiten Treffer für sein Team. Es blieb sein einziger bei einem WM-Endrundenturnier. Nach einer Niederlage gegen Jugoslawien kam es zu einem Unentschieden gegen Deutschland. Aus diesem Spiel ist er durch zwei Aktionen in Erinnerung. Zum einen blieb er kurz vor Ende der ersten Halbzeit nach einem leichten Foul von Klaus Augenthaler minutenlang regungslos liegen und musste mit der Trage vom Platz gebracht werden, nur um eine Minute später offensichtlich unverletzt wieder weiterzuspielen. Zum anderen lieferte er nach dem Führungstreffer von Deutschland kurz vor Ende des Spiels in der Nachspielzeit mit einem eleganten Zuspiel auf Freddy Rincón die Vorlage für dessen Ausgleichstreffer. Danach zog die Mannschaft ins Achtelfinale ein. Dort musste man nach der 1:2-Niederlage gegen Kamerun die Heimreise antreten. Valderrama verpasste beim Turnier keine Spielminute. Vier Jahre später in den USA und 1998 in Frankreich schied das kolumbianische Team bereits nach der Vorrunde aus. Valderrama verpasste keine Partie.
Siehe auch:
- Kolumbien bei der Weltmeisterschaft 1990 in Italien
- Kolumbien bei der Weltmeisterschaft 1994 in den USA
- Kolumbien bei der Weltmeisterschaft 1998 in Frankreich

## Privates
Valderrama entstammt einer bedeutenden kolumbianischen Fußballfamilie. Sein Vater, der Mathematiklehrer Carlos „Jaricho“ Valderrama Puche, war Nationalspieler, nahm unter anderem an der WM-Qualifikation für das Turnier 1966 teil und wurde mit Unión Magdalena 1968 kolumbianischer Meister. Seine beiden Brüder Ronald und Alan wirkten ebenso als Profifußballspieler, wie auch seine Neffen Julián, Édison und Miguel González Palacio. Derselben Profession gingen zudem bereits sein Onkel Pablo (genannt „Toto“ oder „Sabú“) sowie dessen Söhne und somit Valderramas Cousins Didí Álex und Pablo Yico Valderrama nach. Weitere Fußballspieler in seiner Familie waren in den 1920er Jahren Aníbal „el Pollo“ Yáñez sowie in den 1960er Jahren Aurelio und Justo Palacio, die der Verwandtschaftslinie seiner Mutter Juana Palacio zuzuordnen sind. Seine entfernte Verwandte Nicole Valderrama spielte in Deutschland für die zweite Auswahl des VfL Bochum, den FSV Gütersloh 2009 sowie den 1. FFC Recklinghausen und durchlief einige DFB-Jugendsichtungslehrgänge.

## Erfolge

### Verein
- Französischer Pokalsieger mit dem HSC Montpellier: 1989/90
- Kolumbianischer Meister mit Atlético Junior: 1993, 1995
- MLS Supporters’ Shield mit Tampa Bay Mutiny: 1996

### Individuell
- Südamerikas Fußballer des Jahres: 1987, 1993
- Bester Spieler der Copa América: 1987
- Most Valuable Player der MLS: 1996
- MLS Best XI: 1996, 1997, 2000
- FIFA 100: 2004
- MLS All-Time Best XI: 2005

## Wissenswertes
- Valderrama ist der einzige Kolumbianer, der von Pelé in die Liste der FIFA 100 gewählt wurde.
- Valderrama ist der erste MVP der Major League Soccer.